# Oil Panic
Oil Panic est un jeu électronique à cristaux liquides Game & Watch. Il est sorti le 28 mai 1982 en version Multi Screen.

## But du jeu
Le joueur incarne un ouvrier chargé de récupérer de l'essence s'échappant d'un tuyau qui fuit. Son seau peut contenir 3 unités (gouttes) d'essence, au-delà desquelles le seau déborde. Le joueur doit vider son seau dans un baril extérieur à la pièce porté par un autre ouvrier se déplaçant à intervalles réguliers à gauche ou à droite de l'écran.
Le joueur doit éviter de laisser tomber de l'essence par terre (incendie) ou de vider son seau sur les clients en contrebas (si l'homme au baril ne se trouve pas du bon côté). Le jeu se termine après trois erreurs du même type.
Les points se comptent comme suit : 1 point par goutte rattrapée, 1, 3 ou 5 points lorsqu’on vide le seau (suivant son niveau de remplissage.
À noter qu'au bout de 300 points (et 1300, 2300, l'affichage du score étant sur 3 chiffres), un bonus annule toutes les erreurs déjà commises.